# Abdellah Falil
Abdellah Falil (* 1976) ist ein marokkanischer Langstreckenläufer. 
2006 wurde er Dritter beim Halbmarathon-Bewerb des Marrakesch-Marathons und Sechster beim Paris-Halbmarathon. 2007 wurde er Vierter beim Paris-Halbmarathon und gewann die Corrida de Langueux über 10 km mit dem Streckenrekord von 27:56 min. 
Im Jahr darauf wurde er beim Enschede-Marathon Siebter in 2:13:37 h und kam bei den Olympischen Spielen in Peking über 10.000 m auf den 16. Platz.
2009 wurde er Vierter beim Turin-Marathon in 2:12:37, 2010 Zweiter auf der Halbmarathon-Strecke des Marrakesch-Marathons.

## Persönliche Bestleistungen
- 5000 m: 13:36,36 min, 23. Juni 2007, Hérouville-Saint-Clair
- 10.000 m: 27:40,58 min, 22. Juni 2008, Casablanca
- 10-km-Straßenlauf: 27:56 min, 16. Juni 2007, Langueux
- Halbmarathon: 1:00:43 h, 11. März 2007, Paris
- Marathon: 2:12:37 h, 19. April 2009, Turin